# Francesco Squarcione

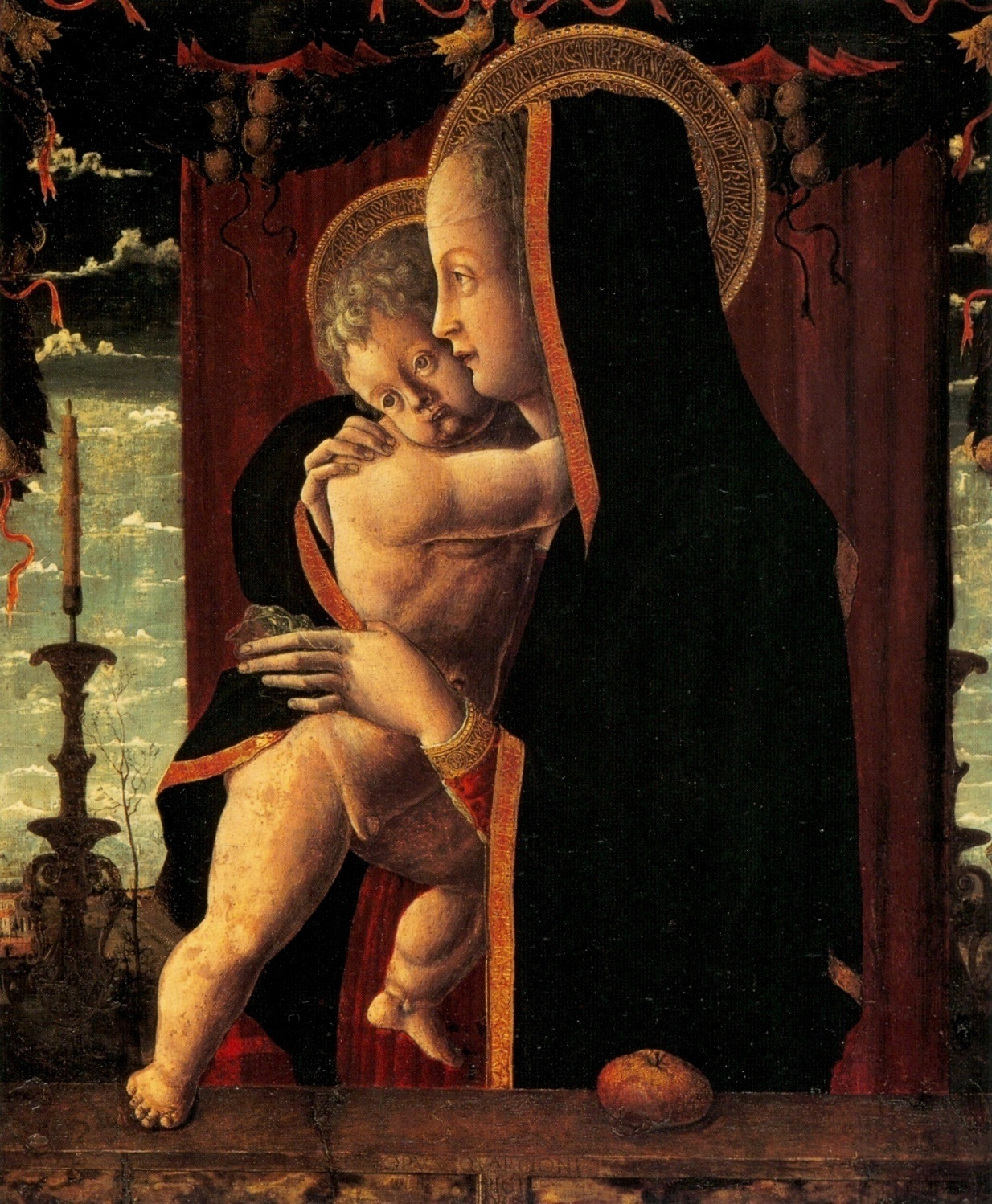
Francesco Squarcione, Madonna col Bambino (1455)

Francesco Squarcione (1397–1468) was een Italiaanse schilder uit Padua.
Hij was een kenner van antieke oudheden en zelf ook verzamelaar, leidde een groot atelier in Padua, waar talrijke kunstenaars hun opleiding ontvingen. Zijn beroemdste leerling was Andrea Mantegna. Over zijn eigen werk is zeer weinig bekend. In 1419 en 1423 werd hij geboekstaafd als kleermaker en borduurder, in 1429 voor het eerst als schilder. Slechts twee bestaande paneelschilderijen worden met zijn naam in verband gebracht. In 1958 werden de sinopie van een reeks scènes uit het leven van Franciscus in de gelijknamige kerk in Padua van Squarciones hand opengelegd. De gedeeltelijk gereconstrueerde composities tonen de schilders bekendheid met de vroege renaissance.
Bib.: Cat. tent. Da Giotto al Mantegna, Padua, 1974.
- Gemeinsame Normdatei: 118798324
- International Standard Name Identifier: 0000 0001 1690 3480
- Library of Congress Control Number: nr00019176
- RKD-Nederlands Instituut voor Kunstgeschiedenis: 74497
- Système universitaire de documentation: 097402230
- Union List of Artist Names: 500002901
- Virtual International Authority File: 95698376
- WorldCat: E39PBJbxF33yQB6vjQ8TBrX68C